# Анна Орлеанська
Анна Єлена Марія Орлеанська (фр. Anne Hélène Marie d'Orléans;  5 серпня 1906 —  19 березня 1986) — французька принцеса з Орлеанського дому, донька герцога де Гіза Жана Орлеанського та принцеси Ізабелли Орлеанської, дружина герцога Аостського Амадео.

## Біографія
Народилась 5 червня 1906 року в замку Ле-Нувіон-ан-Тьєраша. Стала третьою дитиною та третьою донькою в родині герцога де Гіза Жана Орлеанського та його дружини Ізабелли Орлеанської. Батьки доводились одне одному кузенами. Була охрещена 25 серпня 1906 року. Мала старших сестер Ізабеллу та Франсуазу. Невдовзі у неї з'явився молодший брат Анрі. Перші роки життя провела у сімейному замку, де родина вела мирне сільське життя.
У 1909 році сімейство переїхало до Марокко, де оселилося у портовому місті Ларраш. Матір особисто займалася вихованням дітей. Кожного літа родина навідувала родичів у Франції.
У березні 1926 року батько став претендентом на французький трон у престолонаслідуванні орлеаністів, після смерті швагра, Філіпа Орлеанського. Родина оселилася в Бельгії.

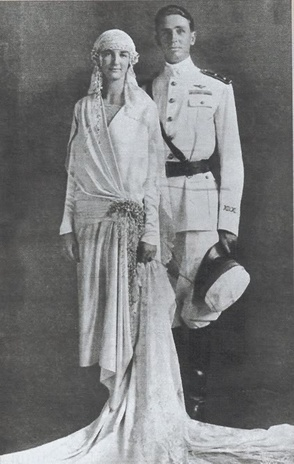
Весільне фото герцогського подружжя

У віці 21 року Анна взяла шлюб зі своїм кузеном, 29-річним Амадео Савойським. Наречений був родичем італійського короля і носив титул герцога Апулійського. Юнак отримав англійську освіту та був відомий як справжній джентльмен. Відзначали його високий зріст. Весілля відбулося 5 листопада 1927 у Неаполі. Молодята оселилися в Італії, де у них народилося двоє доньок. Пара оберталася у фашистських колах, однак Анна ледь цікавилася політикою і не виказувала захвату політикою Муссоліні, на відміну від свекрухи. У липні 1931 року її чоловік став герцогом Аостським. Тоді ж родині був переданий у відання палац Мірамар у Трієсті.

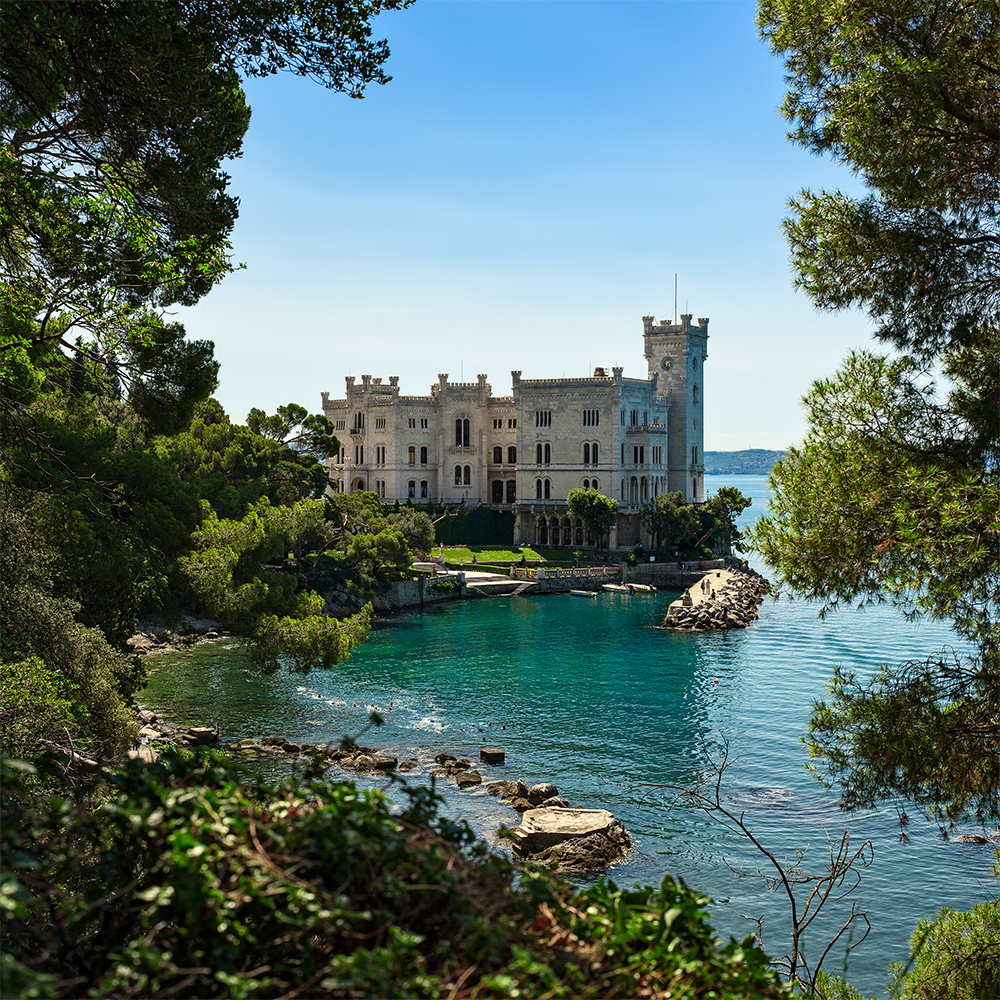
Замок Мірамар, де подружжя мешкало у 1931—1937 роках, і згодом Анна з доньками до 1943 року

У 1935 році принцеса сильно захворіла під час відвідин Єгипту і мало не померла в Луксорі. Про її смерть було вже оголошено в Європі, однак жінка змогла одужати. Втім, решту життя вона страждала від наслідків хвороби.
У 1937 році після Другої італо-ефіопської війни Амадео був призначений віце-королем Італійської Східної Африки й оселився в Аддис-Абебі. Анна супроводжувала чоловіка. За два роки повернулася до Європи із доньками якраз перед початком Другої світової війни. У серпні 1940 року помер її батько, і вона, разом із братом та сестрами, унаслідувала права на замок Ле-Нувіон-ан-Тьєраша. Пізніше переїхала до Флоренції зі своїм зятем і зовицею. Амадео був захоплений британцями і помер у таборі для військовополонених у 1942 році.
У 1943 році північ Італії була окупована гітлерівськими військами. Анна відмовилася залишати Флоренцію, як і Ірена Грецька, й була заарештована разом зі своєю сім'єю та вислана до тюремного табору замок Іттер в Австрії. Туди ж був інтернований політичний діяч Франческо Саверіо Нітті. Хоча в'язниця підпорядковувалася концентраційному тобору Дахау, умови перебування в ній були зовсім іншими. Також там утримувалося багато французьких високопосадовців. У травні 1945 року відбулася Битва біля замка Іттер, і в'язні були звільнені. Анна після цього повернулася до Італії.
У 1950 році імператор Ефіопії Хайле Селассіє I мав намір відвідати вдовіючу герогиню Аостську, засвідчивши свою подяку за шанобливе ставлення її чоловіка у 1930-ті роки. Втім, італійський уряд повідомив йому, що це буде розцінюватися як образа, і імператор, якого принцеса не могла прийняти за власним бажанням, перервав офіційний візит і повернувся до Ефіопії.
У 1953 році старша донька герцогині вийшла заміж за представника династії Габсбургів-Есте, а молодша — у 1967 році взяла шлюб із принцом Бурбон-Сицилійським.
Анна пішла з життя 19 березня 1986 року, маючи вже двох праонучок і правнука, який народився за місяць до цього і був названий Амадео. Була похована у базиліці Incoronata Madre del Buon Consiglio у Неаполі.

## Родина
Чоловік — Амадей Савойський, герцог Аостський
Діти:
- Маргарита (1930—2022) — дружина ерцгерцога Австрійського-Есте Роберта, мала п'ятьох дітей;
- Марія Крістіна (нар. 1933) — дружина принца Бурбон-Сицилійського Казимира, має четверо дітей.

## Цікаві факти
- У віданні герцогині була тіара княгині Лобанової-Ростовської, придбана на аукціоні в Лозанні 1920 року.[6]

## Нагороди
- Орден королеви Марії Луїзи (Іспанія) (18 жовтня 1927);
- Орден Зіркового хреста (Австро-Угорщина);
- Костянтинівський орден Святого Георгія (Сицилійські Бурбони).

## Титули
- 5 серпня 1906—5 листопада 1927 — Її Королівська Високість Принцеса Анна Орлеанська;
- 5 листопада 1927—4 липня 1931 — Її Королівська Високість Герцогиня Апулійська;
- 4 липня 1931—3 березня 1942 — Її Королівська Високість Герцогиня Аостська;
- 3 березня 1942—19 березня 1986 — Її Королівська Високість Вдовіюча Герцогіня Аостська.